# Wohnblock Alt Salbke 102–106

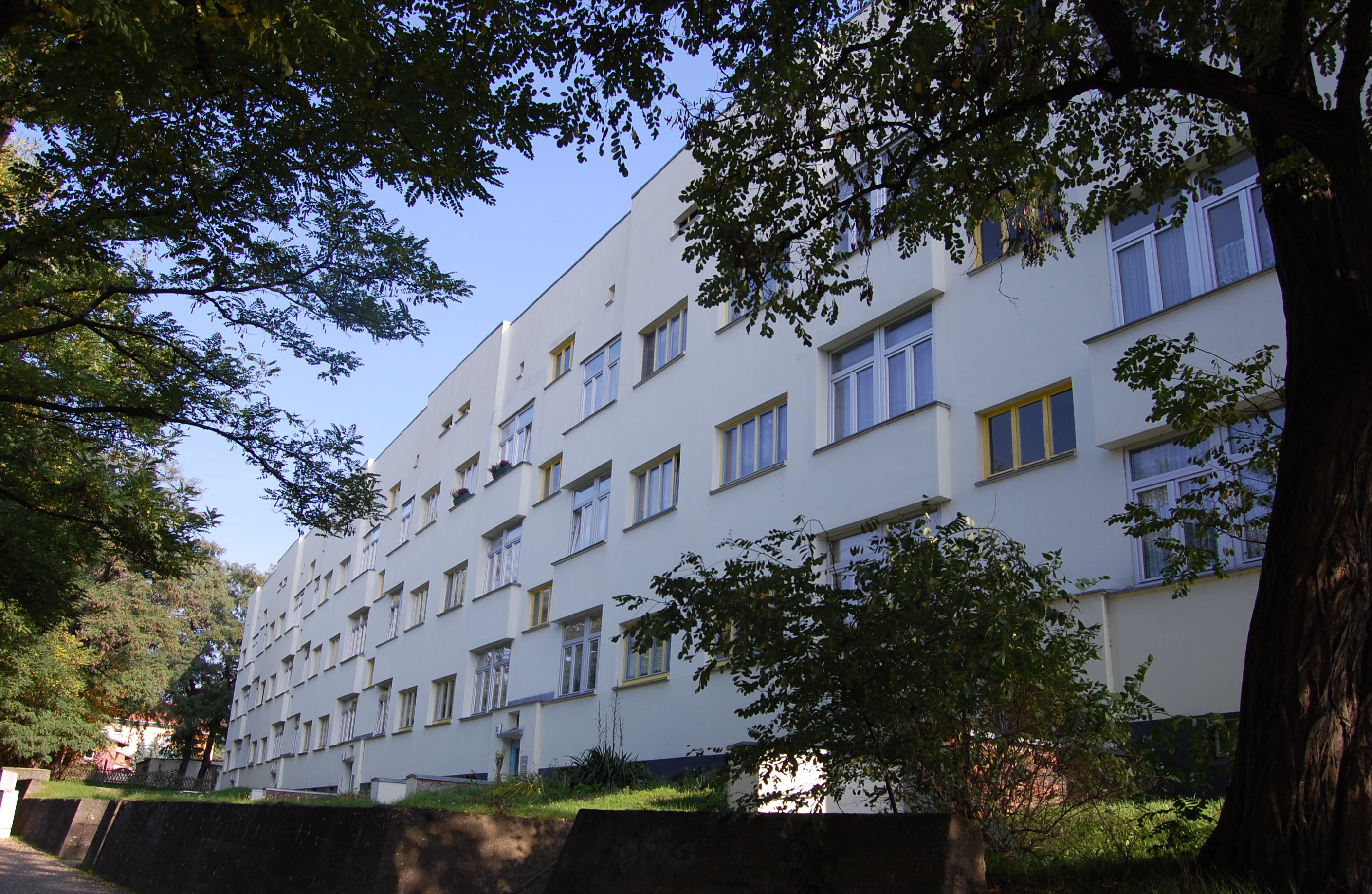
Wohnblock Alt Salbke 102–106, Front

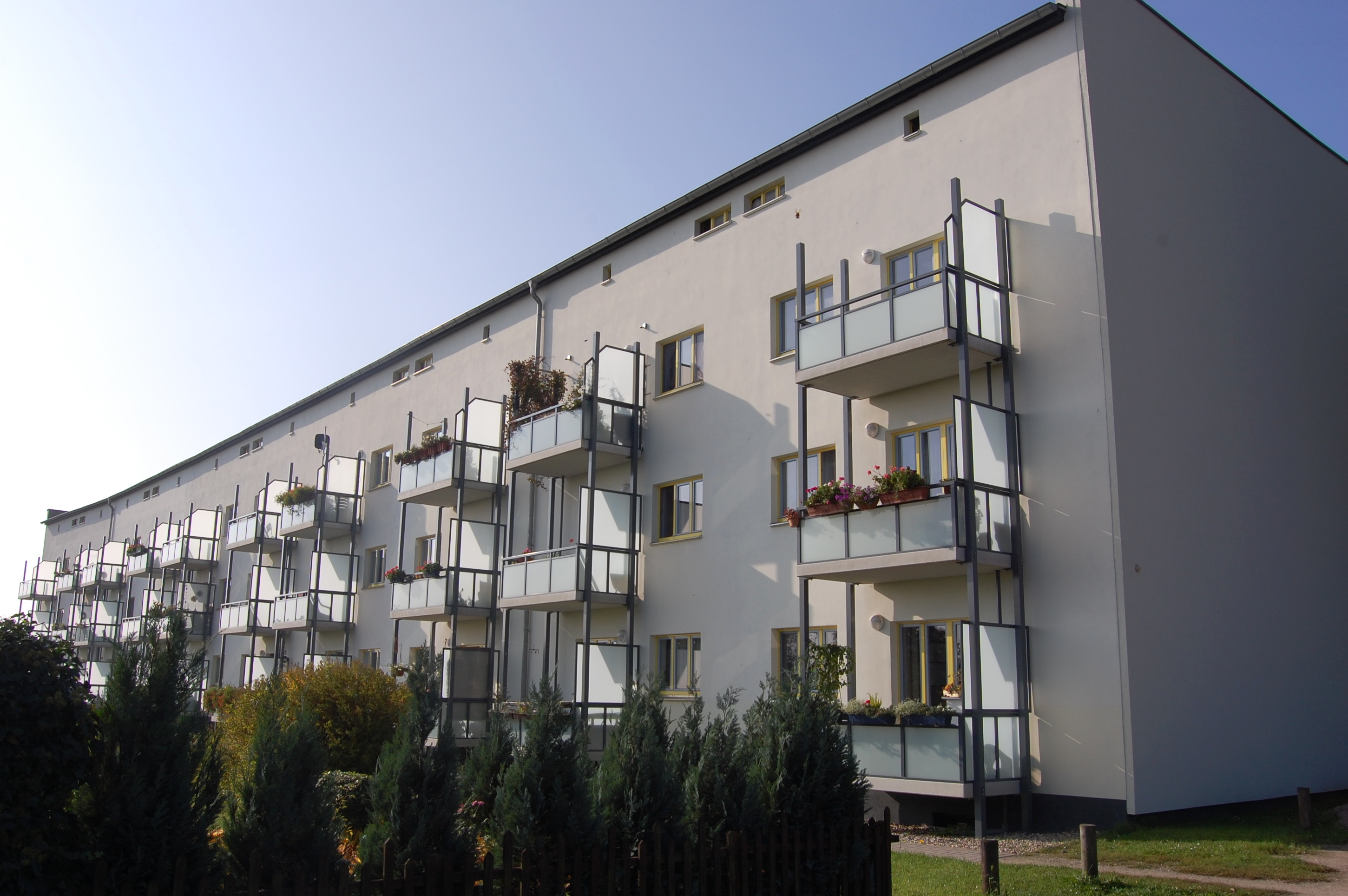
Rückseite

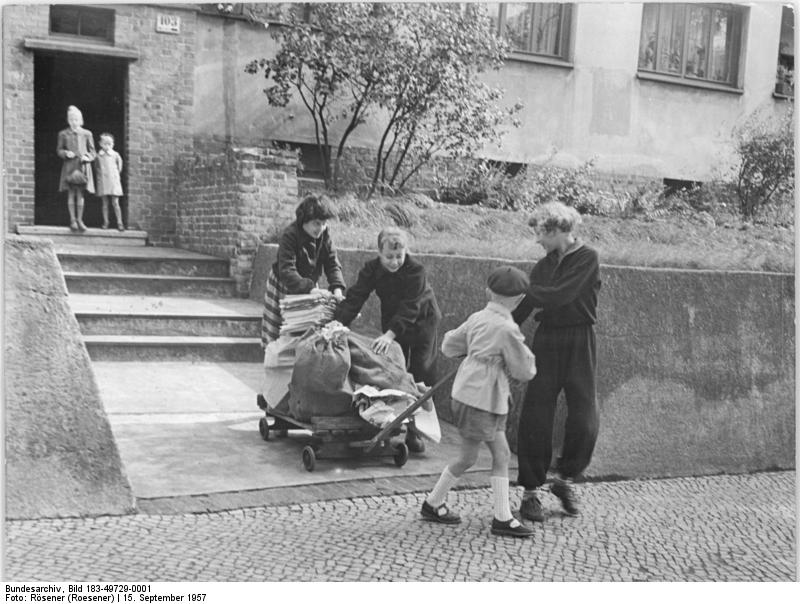
Altmaterialsammlung vor dem Hauseingang 103 im Jahr 1957

Der Wohnblock Alt Salbke 102–106 ist eine denkmalgeschützte Häusergruppe im Magdeburger Stadtteil Salbke.

## Lage
Die fünf dreigeschossigen Häuser stehen etwas erhöht über der Straße Alt Salbke, nördlich des Salbker Ortskerns. Auf der gegenüberliegenden Straßenseite befinden sich die Gebäude des Reichsbahnausbesserungswerks Salbke.

## Architektur und Geschichte
Der Block entstand 1928/29 nach Plänen des Architekten Friedrich Rother im Auftrag der Wohnungsgenossenschaft Magdeburger Mieter-Bau- und Sparverein. Im 19. Jahrhundert stand etwa in diesem Bereich eine Windmühle. Die mit einem Flachdach versehenen, verputzten Häuser wurden im sachlich-funktional gehaltenen Stil des Neuen Bauens errichtet. Die Fassade wird durch liegende, bandartig angeordnete Fenster gegliedert. Ursprünglich waren für die Frontseite auch offene Loggien prägend, diese wurden jedoch später verschlossen. Balkons wurden später auf der Rückseite angebaut. Im Bereich der Treppenhäuser tritt die Fassade etwas zurück. Die Eingangsbereiche werden zusätzlich durch eine Ziegeleinfassung betont. Die Häuser verfügen über ein Mezzaningeschoss.
Im örtlichen Denkmalverzeichnis ist die Häusergruppe unter der Erfassungsnummer 094 17799 als Baudenkmal verzeichnet.
Die Unterschutzstellung erfolgte mit der Begründung, dass der Block als Zeugnis für die Siedlungsarchitektur der 1920er Jahre und der damaligen Profilierung Magdeburgs als „Stadt des Neuen Bauwillens“ architekturgeschichtlich bedeutsam sei. Unter ähnlichen Gesichtspunkten bedeutsame Baudenkmale befinden sich in der weiter nördlich gelegenen Siedlung Fermersleben und der im Süden befindlichen Siedlung Westerhüsen.